# The Penthouse
The Penthouse ou The Penthouse: War in Life (hangeul : 펜트하우스 ; RR : Penteuhauseu) est une série télévisée sud-coréenne diffusée entre le 26 octobre 2020 et le 10 septembre 2021 sur le réseau SBS.
En France, la première saison est diffusée depuis le 14 juin 2025 sur Novelas TV.

## Synopsis

### Saison 1
Penthouse raconte l'histoire de familles riches vivant à Hera Palace et de leurs enfants à l'école des arts Cheong-ah.
Sim Su-ryeon est une femme élégante et riche qui a un passé tragique. Son mari est Joo Dan-tae (Uhm Ki-joon), un homme d'affaires prospère. Elle apprend plus tard qu'il lui cache quelque chose.
Oh Yoon-hee vient d'un milieu familial humble. Elle a eu du mauvais sang avec Cheon Seo-jin (Kim So-yeon) depuis le lycée. C'est une soprano célèbre dont le père est à la tête de l'école des arts Cheong-ah. Ils s'engagent dans une relation de triangle amoureux avec Ha Yoon-cheol.
Tous ont de grandes ambitions et des désirs pour leurs enfants et feraient n'importe quoi pour eux. Cependant, leur vie commence à s'effondrer lorsqu'une jeune fille mystérieuse nommée Min Seol-ah tombe du plus haut étage et meurt lors d'une fête au Hera Palace.
Alors que les résidents du palais Hera tentent de dissimuler le fait qu'elle est décédée sur place, ils ne peuvent s'empêcher de se soupçonner mutuellement du meurtre.

### Saison 2
Penthouse 2 se concentre sur les secrets de Shim Su-ryeon, la vengeance d'Oh Yoon-hee, la chute de Cheon Seo-jin et les enfants de Hera Palace qui veulent être les meilleurs et remporter le grand prix au Cheong-ah Arts Festival.
Après avoir réussi à piéger Oh Yoon-hee pour meurtre, Cheon Seo-jin et Joo Dan-tae ont décidé de se marier. Leur fête de fiançailles est interrompue par Oh Yoon-hee et Ha Yoon-cheol, qui viennent de rentrer des États-Unis. Au fur et à mesure que les secrets se dévoilent, les relations entre les habitants du palais d'Héra sont enchevêtrées, un autre personnage mystérieux apparaît et les confronte.

### Saison 3
Cette saison se concentre sur les derniers secrets non-révélés des personnages ainsi que le destin de Cheon Seo-Jin et Oh Yoon-Hee concluant le show télévisé.

## Résumé
Dans l’univers impitoyable de Hera Palace, une luxueuse résidence perchée au sommet de Séoul, l’élite règne en maître, cachant derrière son faste des secrets inavouables et une soif insatiable de pouvoir.  Entre trahisons, manipulations et vengeances , la lutte pour dominer la société se transtorme en un jeu mortel où tous les coups sont permis.
Lorsque la mort énigmatique d’une jeune fille vient troubler l’ordre établi, les masques tombent, révélant la face sombre de ceux qui semblent tout posséder. Shim Su-ryeon, la reine incontestée de Hera Palace, découvre des vérités bouleversantes qui la poussent à fomenter une vengeance implacable. Pendant ce temps , Cheon Seo-jin, diva arrogante de l’opéra, et Joo Dan-tae, magnat sans scrupules, sont prêts à tout pour protéger leur empire, quitte à écraser ceux qui osent se dresser sur leur chemin.

## Distribution

### Rôles principaux
- Lee Ji-ah : Shim Su-ryeon, Na Ae Gyo / Susan en VF
- Kim So-yeon : Cheon Seo-jin / Sophia en VF
- Eugene : Oh Yoon-hee / Nancy en VF

### Rôles secondaires

#### La famille Shim Su-ryeon
- Um Ki-joon (en) : Joo Dan-tae, l'ancien mari de Shim Su-ryeon / Danté en VF
- Kim Young-dae : Joo Seok-hoon, le fils de Dan-tae, frère jumeau de Joo Seok-kyung / Sébastien en VF
- Han Ji-hyun : Joo Seok-kyung, la fille de Dan-tae, sœur jumelle de Joo Seok-hoon / Serena Joo en VF
- Na So-ye : Joo Hye-in, la fille de Su-ryeon / Hélène en VF
- Jo Soo-min : Anna Lee/Min Seol-ah, le tuteur de Joo Seok-hoon et Joo Seok-kyung et la fille biologique de Shim Su-ryeon /Anna Lee/ Laura Min en VF

#### La famille Cheon Seo-jin
- Yoon Jong-hoon : Ha Yoon-cheol, le mari de Cheon Seo-jin / Noah en VF
- Choi Ye-bin (en) : Ha Eun-byeol, la fille de Seo-jin et Yoon-cheol / Emilie en VF
- Jung Sung-mo : Cheon Myung-soo, la père de Seo-jin
- Ha Min : Kang Ok-gyo, la mère de Seo-jin
  - Shin Seo-hyun : Cheon Seo-young, la petite sœur de Seo-jin / Shirley en VF
- Ahn Tae-hwan : le mari de Seo-young, le beau-frère de Seo-jin / Edouard en VF

#### La famille Oh Yoon-hee
- Kim Hyun-soo : Bae Ro-na / Rosa Bae en VF
- Hwang Young-hee : la belle-mère de Yoon-hee

#### Kang Ma-ri et famille
- Shin Eun-kyung (en) : Kang Ma-ri / Mary Kang en VF
- Jin Ji-hee : Yoo Jenny / Jenny Yoo en VF
- Park Ho-San : Yoo Dong-pil / Dominique Yoo en VF

#### Lee Kyu-jin et famille
- Bong Tae-kyu (en) : Lee Kyu-jin / Léonard en VF
- Yoon Joo-hee (en) : Go Sang-ah, l'épouse de Lee Kyu-jin / Sandra en VF
- Lee Tae-bin : Lee Min-hyeok, le fils de Kyu-jin et Sang-ah / Léonard en VF
- Seo Hye-rin : Wang Mi-ja, la mère de Kyu-jin

### Autres rôles
- Park Eun-seok : Gu Ho-dong / Logan Lee, professeur d'éducation physique à l'école des arts Cheong-ah
- Byeon Woo-min : membre du congrès Jo Sang-heon
- Ha Do-kwon : Ma Du-ki, professeur de musique à l'école des arts Cheong-ah
- Kim Dong-kyu : secrétaire Jo
- Han Seung-soo : directeur de l'orphelinat Min Hyung-sik
- Lee Cheol-min : Yoon Tae-joo

## Version française
La version française est assurée par Studio Plug-in au Maroc.
Avec les voix de Fanny Dalmau, Claire Staub, Mounia Bennis, Nathalie Leplay, Guillaume Escaffre, Adrien Caminada, Alex Pinault, Brahim Bihi, Camille Bechta, Hélène Tran, Jean-Albert Margaine, Michael Paolinetti, Eric Cuvelier, Hamza Touijri, Emmanuelle Brindel, Nawal Lamrini,, Antoine Pinault, Farida Hamou et Gabriel Delmas.

## Bande-originale

### Saison 1
1. Life, de HEDY
2. Crown, de HaJin
3. Desire, de Han Seung-hee
4. You left to me (featuring O'z Mood), de 18Again
5. Higher, de Noblesse

## Diffusion internationale
- Malaisie,  Singapour,  Brunei,  Indonésie,  Philippines et  Thaïlande - One (2020-2021)
- Taïwan - Long Turn TV (2020-2021)
- Indonésie - Trans TV (2021)
- Philippines - GMA Network (2021)
- Madagascar - Viva Madagascar (2021)
- France  Côte d'Ivoire  Cameroun ‐ Novelas TV (2025)